# Дятлик золотохвостий
Дя́тлик золотохвостий (Campethera abingoni) — вид дятлоподібних птахів родини дятлових (Picidae). Мешкає в Африці на південь від Сахари.

## Опис
Довжина птаха становить 20-23 см, вага 55-90 г, в залежності від підвиду. Самиці є дещо більшими за самиць. У самців верхня частина тіла жовтувато-зелена, оливкова або зеленувато-коричнева, поцяткована жовтувато-білими смужками. Верхні покривні пера хвоста більш смугасті, смужки на них більш широкі. Покривні пера крил поцятковані жовтуватими плямками або смужками. Крила коричнюваті, поцятковані жовтуватими смужками. Хвіст зеленувато-коричневий, поцяткований жовтуватими смужками, стрижні двох видовжених центральних стернових пер контрастно яскраво-жовті. Нижня частина тіла білувата, поцяткована чорними смужками, на животі і гузці чорні плями. Груди і боки мають легкий жовтуватий відтінок. Нижні сторони крил і хвості блідіші, ніж верхні, смужки на них менш чіткі.
Верхня частина голови у самців червона, пера на лобі біля основи чорні. Під дзьобом короткі червоні "вуса", над очима білі "брови". У самиць лоб і тім'я чорні, поцятковані білими плямами, червона пляма обмежена потилицею, "вуса" у них чорнуваті. Щоки білі, поцятковані чорними смужками. Очі червоні, дзьоб сірий, знизу біля основи зеленуватий, лапи зеленувато-сірі. Забарвлення молодих птахів є подібним до забарвлення самиць, однак жовті смужки у них менш виражені, загалом оперення скоріше плямисте, ніж смугасте.

## Підвиди
Виділяють шість підвидів:
- C. a. chrysura (Swainson, 1837) — від Сенегалу і Гамбії до Південного Судану і західної Уганди;
- C. a. kavirondensis Van Someren, 1926 — від південно-західної Кенії і східної Руанди до центральної Танзанії;
- C. a. suahelica (Reichenow, 1902) — від північної Танзанії до східного Зімбабве, Мозамбіку і Есватіні;
- C. a. abingoni (Smith, A, 1836) — від заходу ДР Конго до західної Танзанії і на південь до північно-східної Намібії, північно-західної Замбії і північного сходу ПАР;
- C. a. anderssoni (Roberts, 1936) — південно-західна Ангола, Намібія, південно-західна Ботсвана і північ ПАР;
- C. a. constricta Clancey, 1965 — південь Мозамбіку, південь Есватіні і схід ПАР.

## Поширення і екологія
Золотохвості дятлики живуть у вологих і сухих рівнинних тропічних лісах, в гірських тропічних лісах, рідколіссях і саванах міомбо, в заростях на берегах річок і озер, на плантаціях, в парках і садах. В ПАР зустрічаються на висоті до 1400 м над рівнем моря, в Малаві на висоті до 200 м над рівнем моря. Живляться мурахами та їх личинками, а також іншими комахами, яких шукають на деревах. Сезон розмноження триває з серпня по грудень. Золотохвості дятлики  гніздяться в дуплах дерев, площа гніздових територій у них становить 10-15 га. В кладці 2-3, іноді до 5 яєць. Інкубаційний період триває 13 днів, пташенята покидають гніздо через 22-25 днів після вилуплення. Насиджують яйця і доглядають за пташенятами і самиці, і самці.

## Галерея

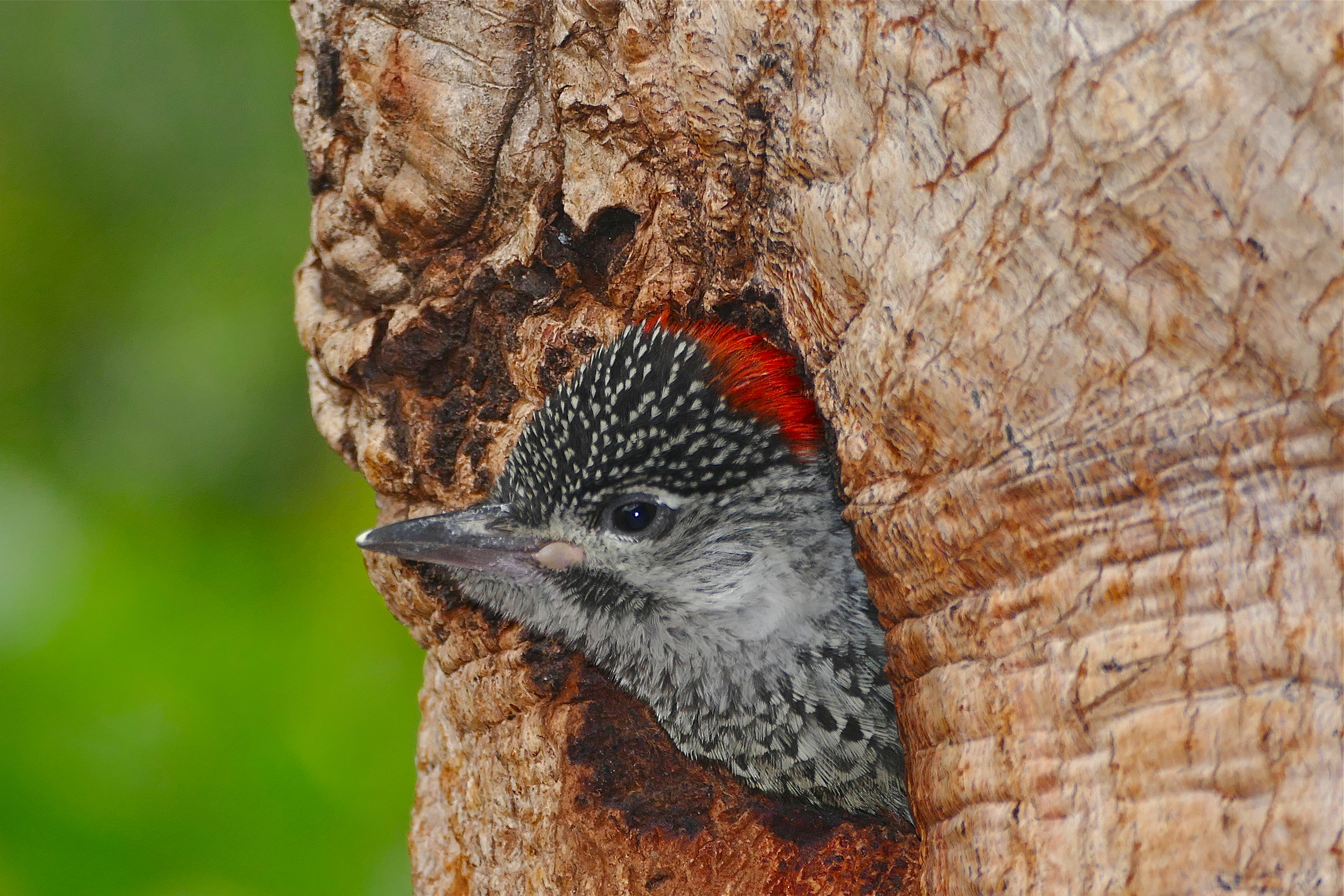
Пташеня золотохвостого дятлика визирає з дупла
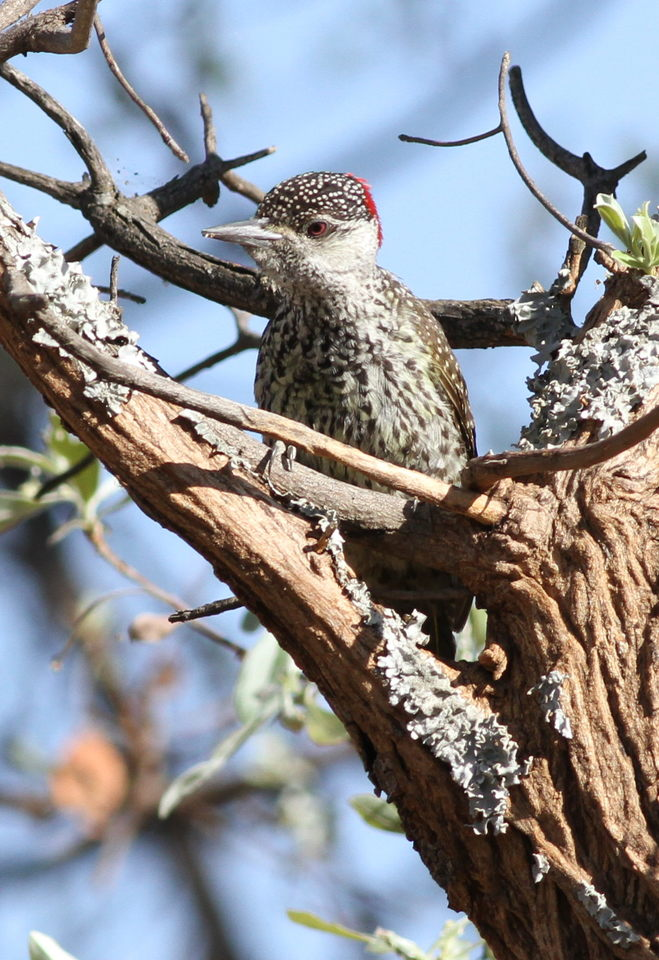
Самиця номінативного підвиду
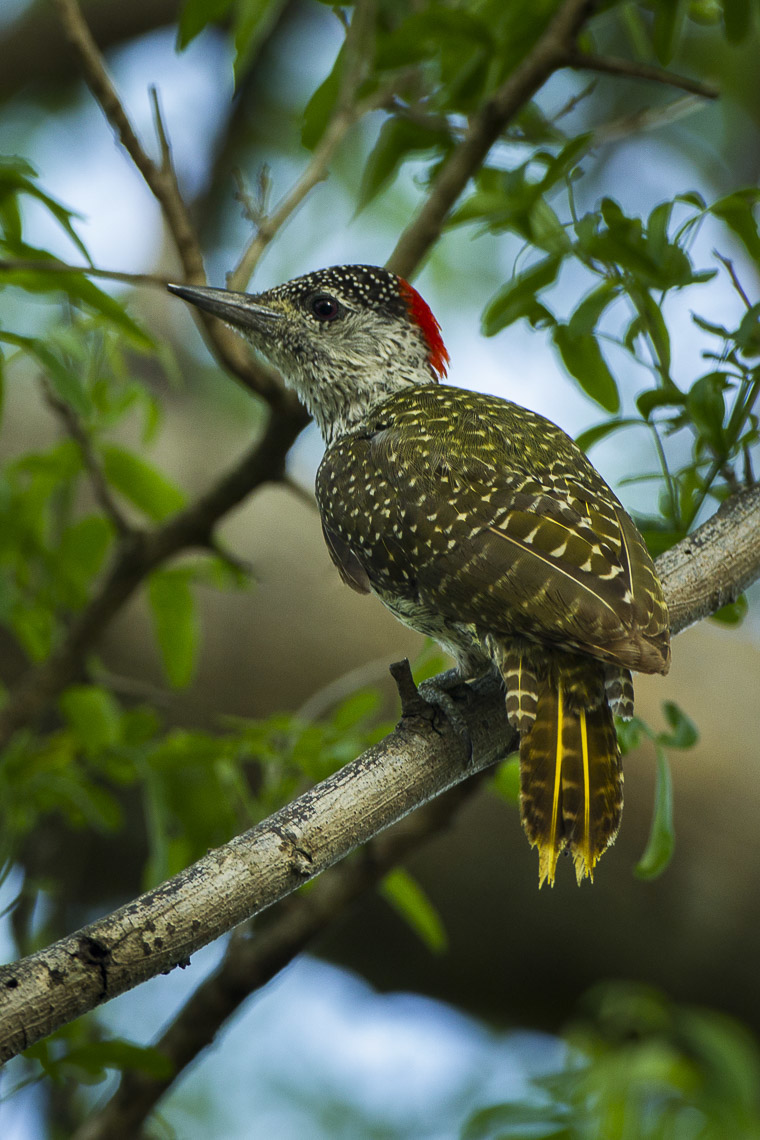
Самиця підвиду C. a. constricta (ПАР)
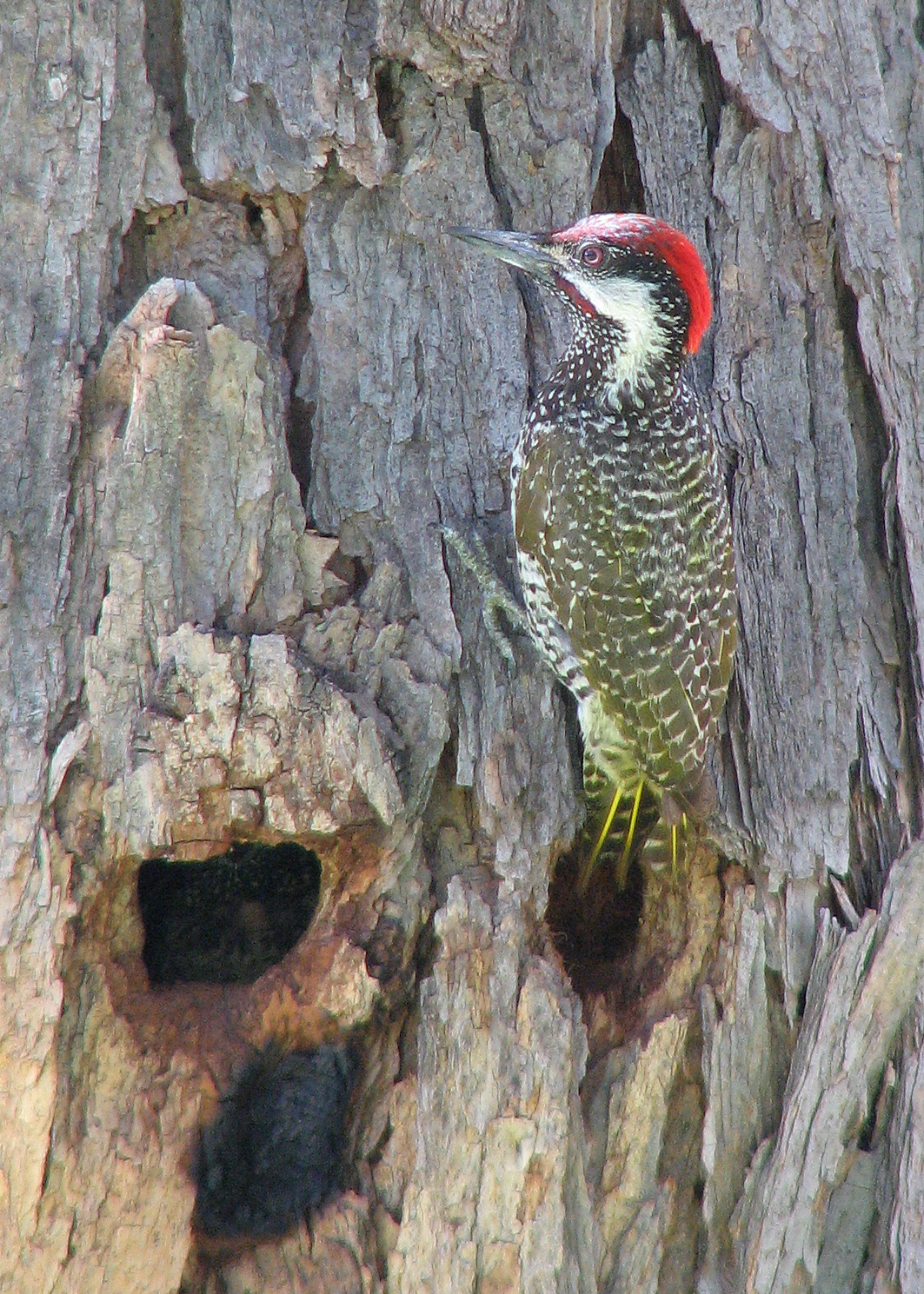
Самець підвиду C. a. anderssoni (Намібія)